# Universidad del Magdalena

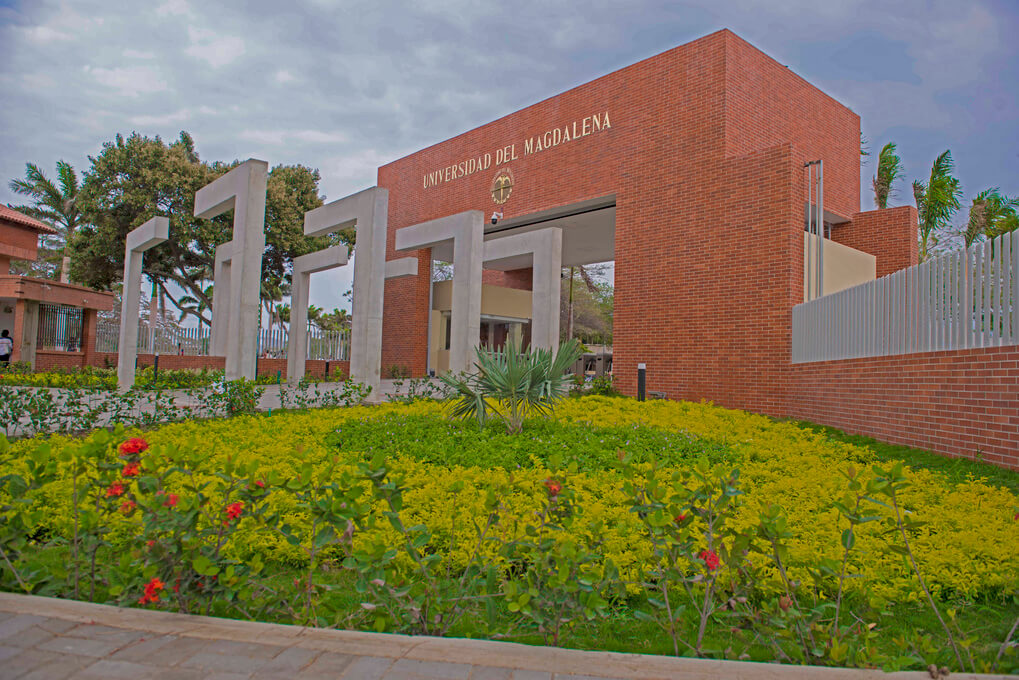
Universidad del Magdalena

Die Universidad del Magdalena ist eine Universität in Santa Marta im Departamento del Magdalena, Kolumbien.
Sie wurde 1958 gegründet und hat einen der größten Campus der Region.
2024 hatte die Universität ca. 24.000 Studierende.
Sie ist die einzige Universität in Lateinamerika, die international als Universidad Comprometida für ihre hohe Qualität und Wirkung auf die Gebiete akkreditiert ist. Die Universität erhielt für hohe Qualität zudem eine Akkreditierung vom Ministerium für nationale Bildung und ist die zweite öffentliche Universität in der Región Caribe, die diese Auszeichnung erhielt.

## Galerie

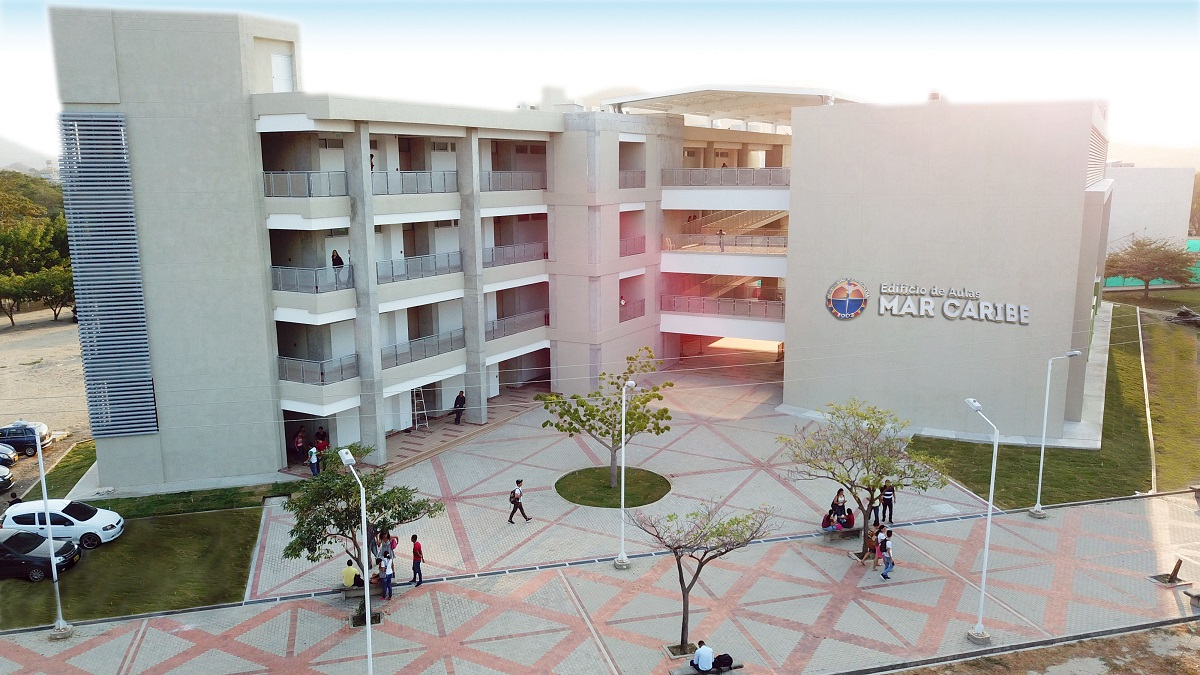
Hörsaalgebäude
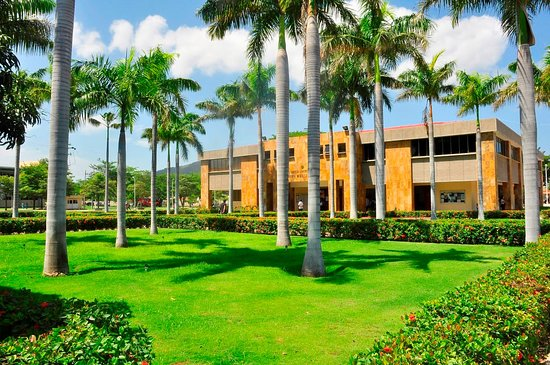
Verwaltungsgebäude
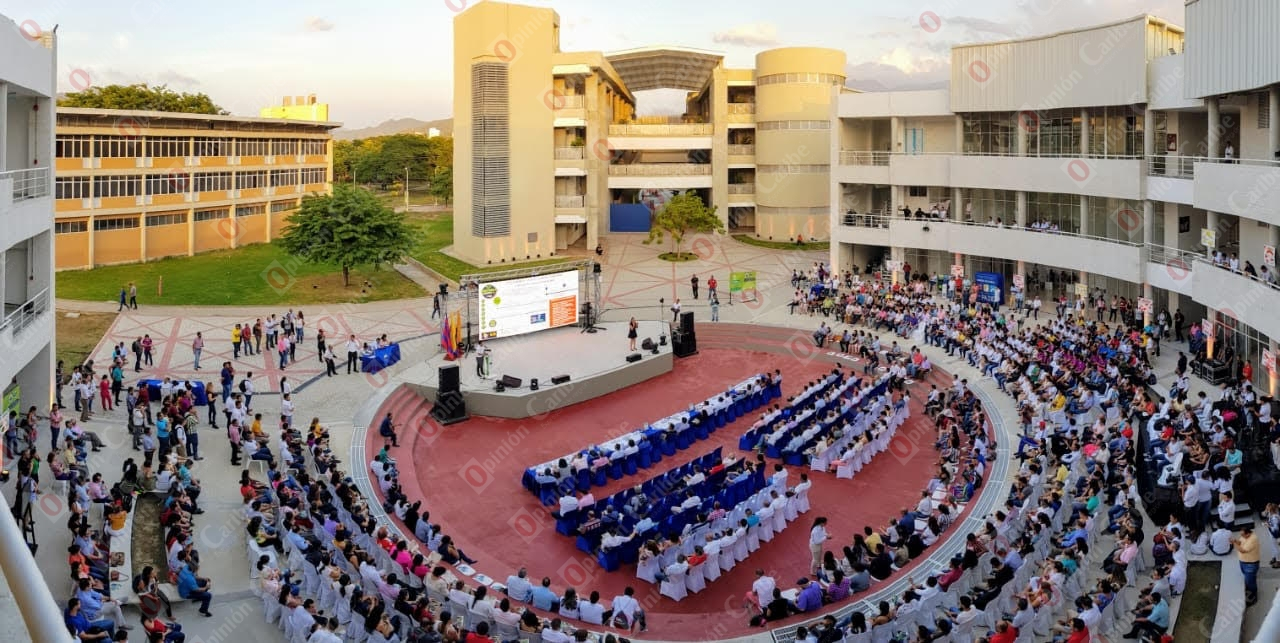
Campus
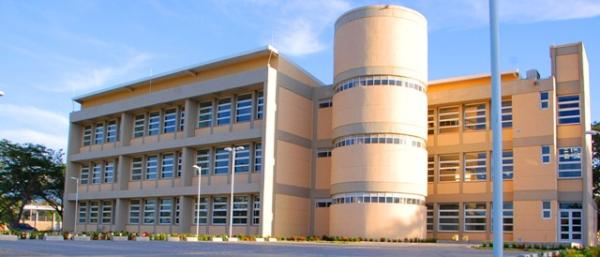
Lehrgebäude
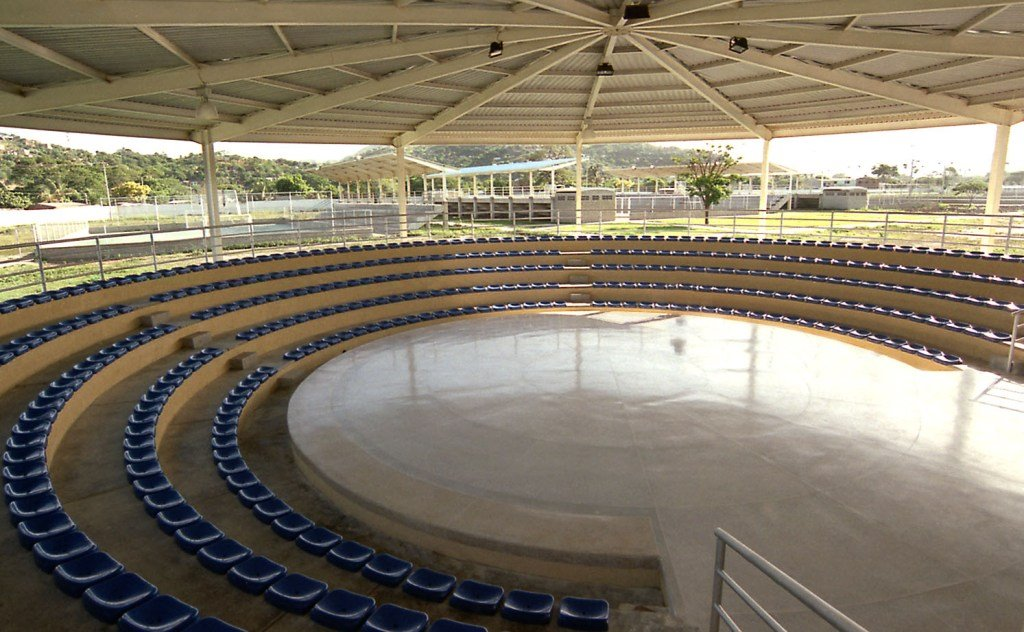
Kultursaal „Das Milcheis“ (El Helado de Leche)
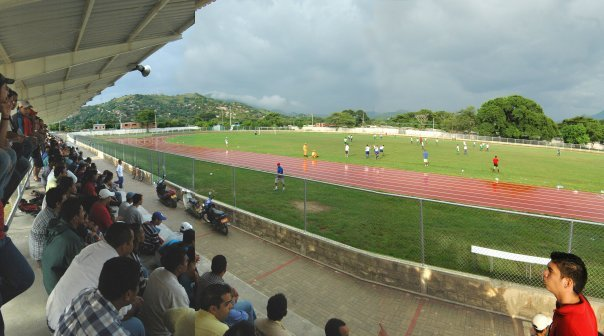
Fußballplatz
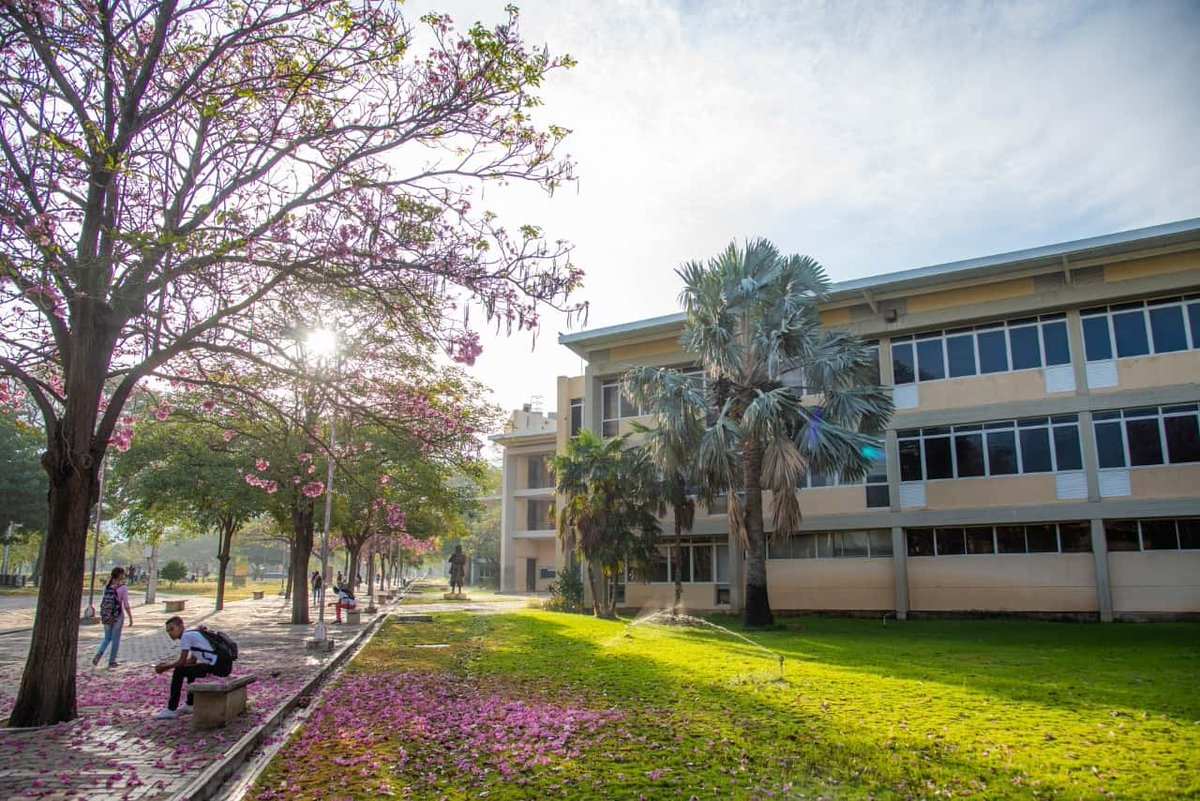
Parkanlage